# لورا غوميز لاكويفا
لورا غوميز لاكويفا (بالإسبانية: Carola Baleztena) (24 فبراير 1975 – 30 مارس 2023) كانت ممثلة سينمائية ومسرحية وتلفزيونية وكوميدية إسبانية.

## روابط خارجية
- Laura Gómez-Lacueva على موقع IMDb (الإنجليزية)